# Giang Hân Yến
Giang Hân Yến (tên tiếng Anh: Elvina Kong; phồn thể: 江欣燕) là một nữ diễn viên Hồng Kông.

## Tác phẩm nghệ thuật

### Phim truyền hình
| Năm  | Tên phim (tiếng Việt)        | Tên phim (tiếng Trung) | Tên phim (tiếng Anh)                       | Vai diễn                   |
| ---- | ---------------------------- | ---------------------- | ------------------------------------------ | -------------------------- |
| 1989 | Tôi Yêu Tiếu Oan Gia         | 我爱俏冤家             | I Love Amy                                 | Triệu Mẫn                  |
| 1991 | Long Phụng Tình Duyên        | 龍鳳情長               | He Who Knows Too Much                      | Giang Lệ Hoa               |
| 1992 | Nghịch Đẩu Uy Long           |                        |                                            | Lôi Mộng Na                |
| 1992 | Bá Chủ Song Quyền            |                        |                                            | Trương Minh                |
| 1992 | Xuất Vị Giang Hồ             | 出位江湖               | Road for the Heroes                        |                            |
| 1993 | Tinh Môn Ngũ Hổ              | 精武五虎               | Five Knights From Shanghai                 | Phương Kiếm Anh            |
| 1993 | Như Lai Thần Trưởng Tái Xuất | 如來神掌再戰江湖       | The Buddhism Palm Strikes Back             | Tôn Phụng                  |
| 1995 | Cuộc Đời Diễn Viên           |                        |                                            | Trương Minh                |
| 1997 | Sân Khấu Muôn Màu            |                        |                                            | Lợi Lệ San                 |
| 1997 | Khi Người Đàn Bà Biết Yêu    |                        |                                            | Văn/Huệ                    |
| 1998 | Truyền Thuyết Liêu Trai 2    | 聊齋II                 | Dark Tales II                              | Yên Chi                    |
| 1998 | Oan Gia Nan Giải             |                        |                                            |                            |
| 2000 | Ỷ Thiên Đồ Long Ký           | 倚天屠龍記             | The Heaven Sword And The Dragon Sabre 2000 | Đại Ỷ Ty                   |
| 2000 | Thần Y Hoa Đà                | 医神华佗               | Incurable Traits                           | Trương Lan Tâm             |
| 2007 | Quan Hệ Đồng Nghiệp          | 同事三分親             | Best Selling Secrets                       | Diana Đới An Na/ Văn An Na |
| 2009 | Tình Đồng Nghiệp             |                        |                                            | Kim Giao Kiên              |
| 2012 | Tứ Giác Tình Yêu             |                        |                                            |                            |
| 2014 | Thế Giới Quý Cô              | 女人俱樂部             | Never Dance Alone                          | Cyndi La Phụng Tiên        |
| 2016 | Ẩm Thực Thần Thám            |                        |                                            |                            |
| 2018 | Nghịch Duyên                 | 逆緣                   | Daddy Cool                                 | Lục Minh Châu              |
| 2020 | Lời Sám Hối Muộn Màng        | 十八年後的終極告白     | Brutally Young                             | Trần Thục Nhàn             |
| 2021 | Mất Trí 24 Giờ               | 失憶24小時             | The Forgotten Day                          | Mable Ngô Thuận Mỹ         |
| 2021 | Tế Công Truyền Kỳ            | 一笑渡凡間             | Final Destiny                              | Đinh Đại nương             |
| 2021 | Đoàn Phim Bịp Bợm            | 欺詐劇團               | Fraudsters                                 | Châu Mỹ Nghi               |
| 2021 | Người Yêu Tôi Là Rô-Bốt      | 智能愛人               | AI Romantic                                | Tần Ngụy Thiếu Nhàn        |
| 2021 | Hải Quan Tinh Anh            | 把關者們               | The Line Watchers                          | La Mỹ Bảo                  |
| 2022 | Bản Lĩnh Tuổi Trẻ            | 青春不要               | Freedom Memories                           | Lam Thiến                  |

### Phim điện ảnh
| Năm  | Tên phim (tiếng Việt)               | Tên phim (tiếng Trung) | Tên phim (tiếng Anh)               | Vai diễn             |
| ---- | ----------------------------------- | ---------------------- | ---------------------------------- | -------------------- |
| 1988 | Câu Chuyện Cảnh Sát 2               | 警察故事續集           | Police Story 2                     | Tiếp viên hàng không |
| 1989 | Hàn Băng Kỳ Hiệp                    | 急凍奇俠               | The Iceman Cometh                  | Hooker               |
| 1989 | Kỳ Tích                             |                        | Mr Canton and Lady Rose            |                      |
| 1990 | Nhất Mi Đạo Cô                      |                        | Vampire Settle on Police Cam       |                      |
| 1990 |                                     | 捉鬼合家歡             | The Spooky Family                  |                      |
| 1990 | Bảo Vệ Nhân Chứng 5                 |                        | In The Line Of Duty 5 - Middle Man | May                  |
| 1991 | Giang Hồ Đại Ca Hào Què             |                        | To Be Number One                   |                      |
| 1993 | Gia Tộc Quỷ Răng Hô                 | 屋哨牙鬼               | Vampire Family                     |                      |
| 1995 | Siêu Nhân Biến Hình                 | 百變星君               | Sixty Million Dollar Man           | Mẹ của tình địch     |
| 1996 | Đại Nội Mật Thám                    | 大內密探零零發         | Forbidden City Cop                 | Dizzy Patient        |
| 1996 | Đại Tam Nguyên                      |                        | Tri-Star                           |                      |
| 1997 |                                     | 精裝難兄難弟           | Those Were The Days                | Chị dâu của Tường    |
| 1999 | Vua Giải Trí                        |                        | The Lord of Amusement              | Aunt Pinky           |
| 2013 | Tôi Yêu Hồng Kông: Cung Hỷ Phát Tài |                        | I Love Hong Kong                   |                      |
| 2017 |                                     |                        | Tomorrow Is Another Day            | Mrs.Lee              |
| 2019 | Thập Phương                         | 朝花夕拾.芳华绝代      | Dearest Anita                      |                      |